# Emerson Spencer

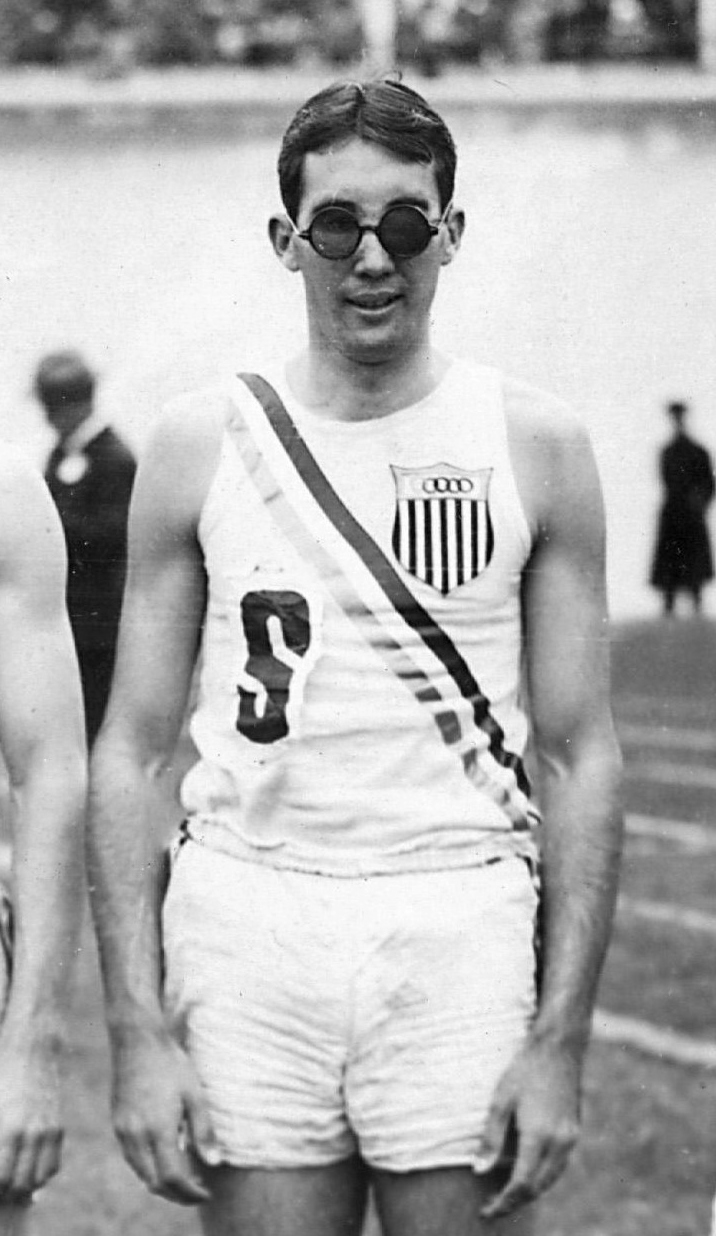
Emerson Spencer 1928

Emerson Spencer (Emerson Lane „Bud“ Spencer; * 10. Oktober 1906 in San Francisco; † 15. Mai 1985 in Palo Alto) war ein US-amerikanischer Sprinter, der in den späten 1920er Jahren im 400-Meter-Lauf erfolgreich war. Er startete für die Stanford University. 
Sein Erfolgsjahr war das Jahr 1928. 
Er gewann in 47,7 s bei den NCAA-Meisterschaften über 440 Yards. Außerdem gelangen ihm drei Weltrekorde:
- über 400 Meter am 12. Mai 1928 in Palo Alto in 47,0 s. Damit verbesserte er den zwölf Jahre alten Rekord von Ted Meredith um vier Zehntelsekunden. Er verlor den Rekord knapp vier Jahre später, als Ben Eastman ihn auf 46,4 s drückte.
- als Mitglied der US-amerikanischen Mannschaft in der 4-mal-400-Meter-Staffel:
  - am 5. August 1928 bei den Olympischen Spielen in Amsterdam: Gold in 3:14,2 min (Team: George Baird, Spencer, Fred Alderman und Ray Barbuti) vor Deutschland (Silber in 3:14,8 min) und Kanada (Bronze in 3:15,4 min). Bei den Einzelrennen war er nicht am Start.
  - am 11. August 1928 in London: 3:13,4 min (Team: Baird, Hürdenspezialist Morgan Taylor, Barbuti und Spencer)